# Ufai járás
Az Ufai járás (oroszul Уфимский район, baskír nyelven Өфө районы) Oroszország egyik járása a Baskír Köztársaságban.

## Népesség
- 1970-ben 44 215 lakosa volt, melyből 9 704 tatár (19,7%), 1 452 baskír (3,3%).
- 1989-ben 52 712 lakosa volt, melyből 14 981 tatár (28,4%), 4 381 baskír (8,3%).
- 2002-ben 56 351 lakosa volt, melyből 26 293 orosz (46,66%), 17 926 tatár (31,87%), 7 711 baskír (13,68%), 1 357 csuvas, 916 ukrán, 594 mordvin, 351 mari.
- 2010-ben 67 067 lakosa volt, melyből 30 085 orosz (45,2%), 22 568 tatár (33,9%), 9 318 baskír (14%), 1 341 csuvas, 830 ukrán, 520 mordvin, 373 mari, 145 fehérorosz, 42 udmurt.

| Lakosok száma | 64 574 | 52 815 | 52 712 | 56 351 | 60 622 | 69 096 | 75 816 | 79 785 | 87 798 | 111 237 |
|               | 1939   | 1970   | 1989   | 2002   | 2009   | 2012   | 2014   | 2015   | 2017   | 2021    |